# خان زاده راجبوت
خان زاده راجبوت، هي جماعة عرقية مسلمة من راجبوت يتواجدون في منطقة اوده التابعة لولاية أتر برديش في الهند. كما يوجد عدد قليل منهم في ولاية بهار. ومجتمع خان زاده راجبوت يختلف عن مجتمع راجستاني خان زاده. ونسل خان زاده راجبوت يعود إلى الملك رجا نهار خان (أسلم على يد نصير الدين محمود شراغ دبلوي خلال عهد فيروز شاه تغلق) وهم عشيرة فرعية من جادون جوترا، هم في الأصل جماعة مسلمة من راجبوت كما أنهم يدعون أنفسهم باسم راجلمان، أو في بعض الأحيان باراجابوتيون، في بيهار، يعرفون أيضًا باسم ديواني باثانز وهي كلمة فارسية ديفان وتعني المحكمة الملكية. ويوجد عدد قليل من الخان زاده راجبوت في منطقة تيراي في النيبال. وبعد استقلال باكستان في عام 1947 هاجر العديد من أفراد مجتمع الخان زاده إلى باكستان واستقروا بشكل رئيسي في كراتشي